# Tahara
Tahara (hebräisch טָהֳרָה) bezeichnet im Judentum den Status der rituellen Reinheit. Das dazugehörige Adjektiv tahor („rein“) bedeutet so viel wie „tauglich zum Betreten des Tempels“ oder „tauglich für die Darbringung eines Opfers“.
Der Gegenbegriff ist hebräisch טומאה ṭum'ah und bedeutet rituelle Unreinheit. Von einer Person oder einem Gegenstand, der sich mit „ṭum'ah“ infiziert hat, sagt man, er sei hebräisch טמא ṭamé, das Adjektiv für „rituell unrein“ und damit für bestimmte heilige Aktivitäten und Verwendungen, hebräisch קְדֻשָּׁה kedushah ungeeignet, bis er vorher festgelegte Reinigungsmaßnahmen durchlaufen hat, die normalerweise das Verstreichen einer bestimmten Zeitspanne mit beinhalten.

## Bedeutung
Tahara wird ebenfalls als Bezeichnung für die in Taharahäusern durchgeführten Leichenwaschungen verwendet. Die Gesetze, die die sexuelle Abstinenz von verheirateten Paaren während der Zeit der Unreinheit der Frau regeln (hebräisch נִדָּה, niddah), werden auch als Taharat ha-Mischpachah (hebräisch טָהֳרַת הַמִּשְׁפָּחָה „Familienreinheit“) bezeichnet.
Das Gegenteil von Tahara, die rituelle Unreinheit, wird Tumah (hebräisch טֻמְאָה) genannt, das entsprechende Adjektiv lautet tame „unrein“. Tame wird eine Person durch Kontakt mit einem Toten sowie durch  Menstruationsblut, Ejakulat oder Geschlechtskrankheiten.
Zur Wiederherstellung der rituellen Reinheit dient in erster Linie das rituelle Tauchbad Mikwe (hebräisch טְבִילָה).